# Kreuzgrund (Laufach)
Kreuzgrund ist ein Ort in der Gemeinde Laufach im Landkreis Aschaffenburg in Bayern.

## Geographie
Kreuzgrund besteht aus drei Flurstücken auf der Gemarkung Forst i.Spessart, die eine aus zwei Teilflächen bestehende Exklave des Gemeindegebietes von Laufach bilden, umgeben vom gemeindefreien Gebiet Forst Hain im Spessart. Das nördliche Flurstück mit Wasserflächen ist durch ein schmales Weggrundstück des gemeindefreien Gebietes von den bebauten beiden südlichen Flurstücken getrennt.